# Relaciones Islandia-Venezuela
Las relaciones Islandia-Venezuela se refieren a las relaciones internacionales que existen entre Islandia y Venezuela.

## Historia
Islandia desconoció los resultados de las elecciones de la Asamblea Nacional Constituyente de Venezuela de 2017
 Islandia también desconoció los resultados de las elecciones presidenciales de Venezuela de 2018, donde Nicolás Maduro fue declarado como ganador.[cita requerida]
En 2019, durante la crisis presidencial de Venezuela, Islandia reconoció a Juan Guaidó como presidente de Venezuela.